# Kansas Legislature

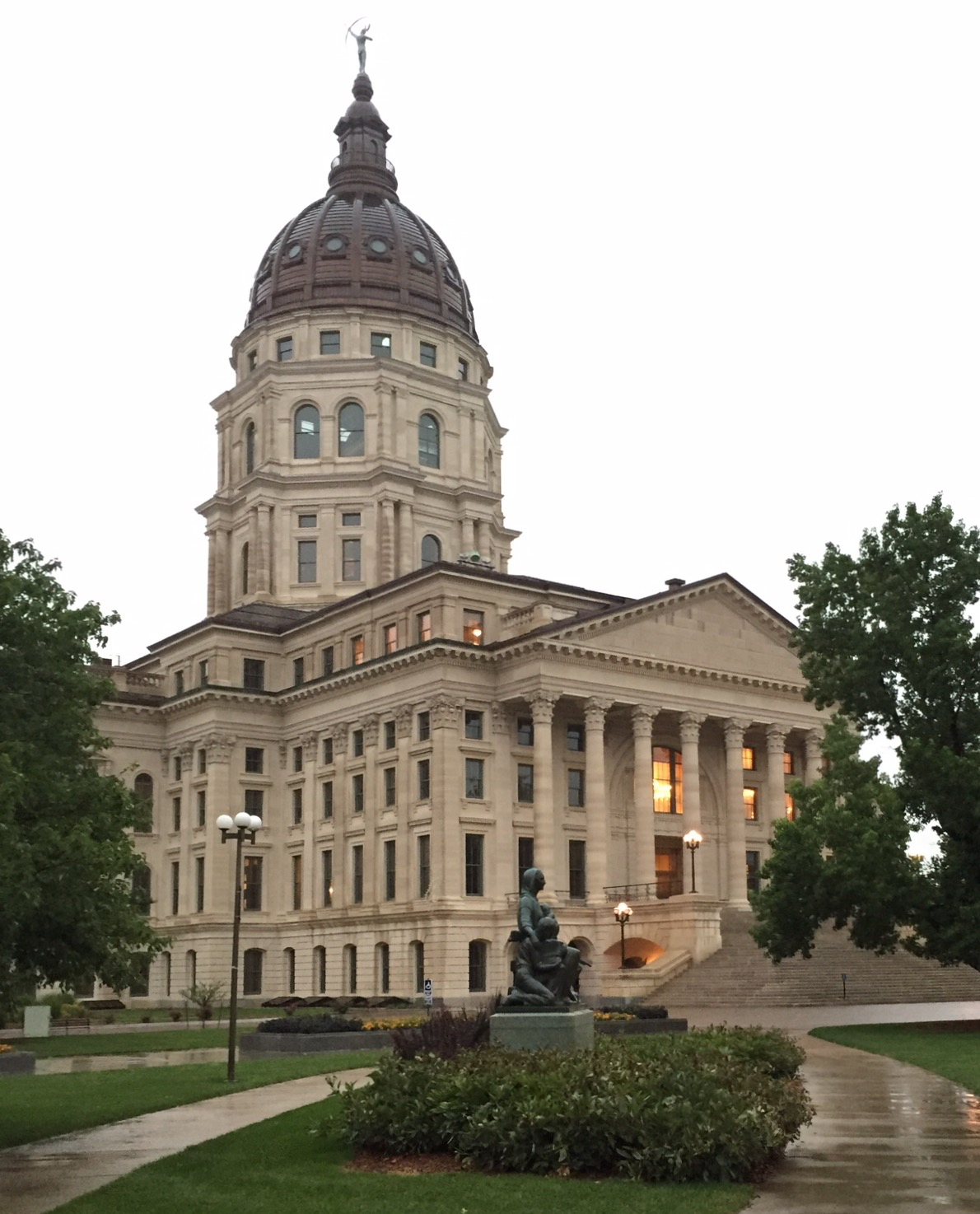
Die Legislature tagt im Kansas State Capitol

Die Kansas Legislature ist die State Legislature und damit die Legislative des US-Bundesstaats Kansas und wurde durch die staatliche Verfassung 1859 geschaffen. Sie besteht aus dem Repräsentantenhaus von Kansas, das als Unterhaus fungiert, sowie dem Senat von Kansas als Oberhaus. Die Legislature tagt im Kansas State Capitol in Topeka, das auch Sitz des Gouverneurs und seines Stellvertreters ist.
Das Repräsentantenhaus besteht aus 125 Mitgliedern, der Senat aus 40. Das Repräsentantenhaus wird für zwei Jahre gewählt. Die Amtszeit der Senatoren beträgt vier Jahre, jeweils die Hälfte des Senats wird gleichzeitig mit dem Repräsentantenhaus gewählt. Der Wahltag fällt mit dem des Bundeskongresses zusammen.
Wählbar sind US-Bürger, die in Kansas und im entsprechenden Wahlbezirk leben, und die im Wählerregister eingetragen sind. Das Mindestalter beträgt 18 Jahre für beide Häuser.
Die National Conference of State Legislatures (NCSL) ordnet die Legislature von Kansas als Teilzeitparlament „lite“ ein. Mit einer Vergütung von 88,66 USD pro Kalendertag und 151 USD pro Sitzungstag (2020) liegen die Abgeordneten im Mittelfeld der Staatsparlamentarier.